# إنزال الحسيمة
إنزال الحسيمة (بالإسبانية: Desembarco de Alhucemas)؛ هو عملية إبرار بحري وجوي، قامت بها القوات العسكرية الإسبانية، بدعم فرنسي، في 8 شتنبر 1925، بساحل الحسيمة، في الريف، شمال المغرب، بهدف حسم حرب الريف. يعتبر الإنزال الأول من نوعه في التاريخ العسكري، وتمت دراسته، لاحقا، خلال الإعداد لإنزال نورماندي في الحرب العالمية الثانية.

## السياق التاريخي
أدت الهزيمة العسكرية الكبيرة للجيش الإسباني في معركة أنوال، سنة 1921، أمام المقاومة الريفية بقيادة عبد الكريم الخطابي، إلى استقلال مرحلي لأغلب مناطق الريف، وإعلان جمهورية عاصمتها أجدير. أثرت الهزيمة في العقيدة العسكرية الإسبانية، وعرفت في أدبياتها بالكارثة (بالإسبانية: Desastre de Annual). تسببت الهزيمة في خلق انقسام داخل الرأي العام الإسباني والطبقة السياسية وقيادات الجيش حول اختياري القبول بالهزيمة والتخلي عن الريف أو معاودة محاولة السيطرة على منطقة الحماية. في 1923، قام الجنرال بريمو دي ريبيرا بانقلاب عسكري، وكانت من أولوياته إعادة الاعتبار للجيش الإسباني. في أبريل 1925، هاجمت القوات الريفية منطقة بني زروال وفتحت بذلك جمهورية الريف جبهة جنوبية في منطقة الحماية الفرنسية، مما أدى خلق تحالف بين إسبانيا وفرنسا من أجل القضاء على المقاومة الريفية، والذي كان مدعوما من طرف السلطان المغربي يوسف، الذي كان متوجسا من المد الثوري لجمهورية الريف. دعمت بريطانيا أيضا العملية عبر الدعم اللوجستي والتمويني لسفن الإنزال بميناء جبل طارق.

## عملية الإنزال
تمثلت العملية في إنزال مفاجئ ل 13000 جندي، تم نقلهم من سبتة ومليلية، عبر 24 سفينة نقل حربي إسبانية وفرنسية، وإنزالهم في شاطئي إجداين ولاسيباديا المتواجدين في منطقة الحسيمة. قاد العملية الجنرال بريمو دي ريبيرا والجنرال خوسي سانخورخو، الذي كان قائدا عملياتيا لقوة الإنزال. من بين القادة العسكريين الذين شاركوا في العملية الكولونيل فرانثيسكو فرانكو، و الذي رقي إلى رتبة جنرال بفضل أداءه خلال الإنزال، ومنحه الملك لقب ماركيس الريف.

في صباح يوم 8 شتنبر، قامت المدفعية البحرية والطيران الحربي بقصف الدفاعات الريفية، قبل أن تبدأ أولى محاولات الإنزال في الساعة 11:30 صباحا. اصطدمت العملية بألغام شاطئ إجداين، واستلزمت العملية تحييد الألغام، قبل أن يتم إنزال 9000 جندي في الساعة الواحدة. اشتد بعد ذلك قصف المدفعية الريفية على موقعي الإنزال وخلف خسائر بشرية في صفوف المنزلين، ولم تتمكن القوات الإسبانية من تأمين إنزال ال 4000 المتبقين إلا عبر القصف الجوي للدفاعات الريفية.

قام الإسبان بعد ذلك بإنزال دبابات رينو إف تي-17 وشنايدر سي ايه 1، و التي لم تكن لها، في الواقع، أية فعالية حربية ملموسة لحظة الإنزال، اللهم الإرهاب المعنوي والنفسي الذي خلقته لدى المقاومة الريفية، التي لم يسبق لجنودها أن شاهدوا مدرعات من قبل.

قام الإسبان بتثبيت موقع الإنزال وتأمينه إلى غاية 23 شتنبر، حيث قررت القيادة العسكرية الهجوم للسيطرة على المواقع المرتفعة المحيطة بموقع الإنزال. في 26 شتنبر، سيطر الإسبان على المرتفعات الإستراتيجية المطلة على موقع الحسيمة. انتهت العملية العسكرية في 13 أكتوبر.

## المقاومة الريفية
كانت القوة الدفاعية الريفية المتواجدة بموقع الإنزال مشكلة من 14 قطعة مدفعية (من 70 و 75 ملم)، تعود إلى غنائم معركة أنوال، إضافة إلى 40 لغم أرضي بشاطئ إجداين لعرقلة الإبرار.

## وصلات خارجية
بالإسبانية: ملخص لمعركة إنزال الحسيمة، من موقع المعارك الكبرى الإسباني